# نیل فریمن
نیل فریمن (انگلیسی: Neil Freeman؛ زادهٔ ۱۶ فوریهٔ ۱۹۵۵) فوتبالیست اهل بریتانیا است.
از باشگاه‌هایی که در آن بازی کرده‌است می‌توان به باشگاه فوتبال بیرمنگام سیتی، باشگاه فوتبال آرسنال، باشگاه فوتبال والسال، باشگاه فوتبال گریمزبی تاون، باشگاه فوتبال نورث‌همپتون تاون، باشگاه فوتبال هادرزفیلد تاون، باشگاه فوتبال پیتربورو یونایتد، و باشگاه فوتبال ساوتند یونایتد اشاره کرد.